# FK Krupa
El FK Krupa (en español: Club de Fútbol Krupa) es un club de fútbol ubicado en Krupa na Vrbasu, República Srpska, Bosnia y Herzegovina. Compite en la Primera Liga de la República Srpska. Fue fundado en 1983.

## Datos del club

### Palmarés
| Competición nacional               | Títulos                   |
| ---------------------------------- | ------------------------- |
| Primera Liga de la República (1/0) | 2015–16                   |
| Copa de Bosnia y Herzegovina (1/0) | 2017–18                   |
| Copa de la República Srpska (3/0)  | 2014–15, 2017–18, 2018–19 |

| Competición regional                                    | Títulos         |
| ------------------------------------------------------- | --------------- |
| Segunda Liga de la República (1/0)                      | 2014–15 (oeste) |
| Liga Regional Banja Luka (1/0) (Quinto nivel de Bosnia) | 2011–12         |